# Wysłanie Archanioła Gabriela do Maryi
Wysłanie archanioła Gabriela do Maryi – fresk autorstwa Giotto di Bondone namalowany ok. 1305 roku dla kaplicy Scrovegnich w Padwie.

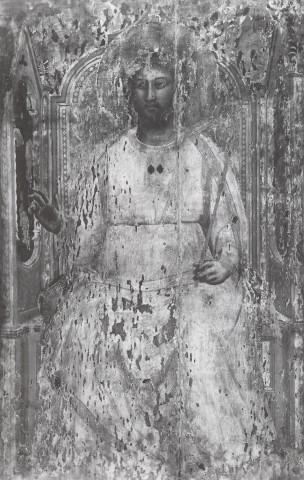
Środkowa część, wizerunek Boga Wszechmogącego

Jeden z 40 fresków namalowanych przez Giotta w kaplicy Scrovegnich należący do cyklu scen przedstawiających życie Joachima i Anny, Marii oraz Chrystusa. Historia rodziców Marii i jej samej pochodziła głównie z trzynastowiecznej Złotej legendy autorstwa Jakuba de Voragine'a oraz z Protoewangelii Jakuba z II wieku.
Fresk został umieszczony na łuku, w środku kaplicy. Przedstawia moment, gdy w niebiosach Bóg Wszechmogący podejmuje decyzję o zesłaniu na ziemię syna Bożego, Chrystusa. Bóg posyła Archanioła Gabriela do Marii, by ten przekazał jej boską decyzję. Pośrodku fresku na tronie siedzi Bóg Najwyższy, po obu stronach znajdują się zastępy aniołów. Przedstawiony motyw bardzo rzadko był prezentowany przez artystów. Giotto malując ją jednocześnie przedstawił wyobrażenie raju. Fresk jest bardzo zniszczony a najlepiej zachowały się wizerunki aniołów po prawej stronie.